# Katarsis
Pour plus de détails, voir Fiche technique et Distribution.
Katarsis (Sfida al diavolo) est un film d'épouvante italien de Nello Vegezzi (it) sorti en 1963. C'est le premier et l'unique long-métrage de son réalisateur.
Le film est inspiré par Faust.

## Synopsis
Un homme, poursuivi par un capo de la mafia qui veut le tuer, se réfugie dans la maison d'un moine et avoue que s'il ne rend pas certains documents au capo, la pègre locale le tuera. L'homme raconte au moine que les documents lui ont été volés par une chanteuse.
Le moine traque la femme qui se produit en tant que vedette internationale dans un local populaire de la capitale. Le moine tente de la convaincre de rendre les documents. La chanteuse, une femme cynique et insensible, ne veut pas rendre les biens mal acquis et annonce au moine qu'elle préfère faire du chantage pour obtenir une grosse somme d'argent de l'homme persécuté. Ce n'est que si l'homme lui verse cette somme qu'elle acceptera de rendre les documents. C'est alors que le moine raconte à l'artiste l'histoire de sa conversion. Avant de prononcer ses vœux, le moine n'était rien de plus qu'un homme sauvage qui accompagnait souvent des personnes cyniques et malveillantes. Une nuit, par bravade, lui et quelques amis se sont introduits dans le manoir d'un homme.

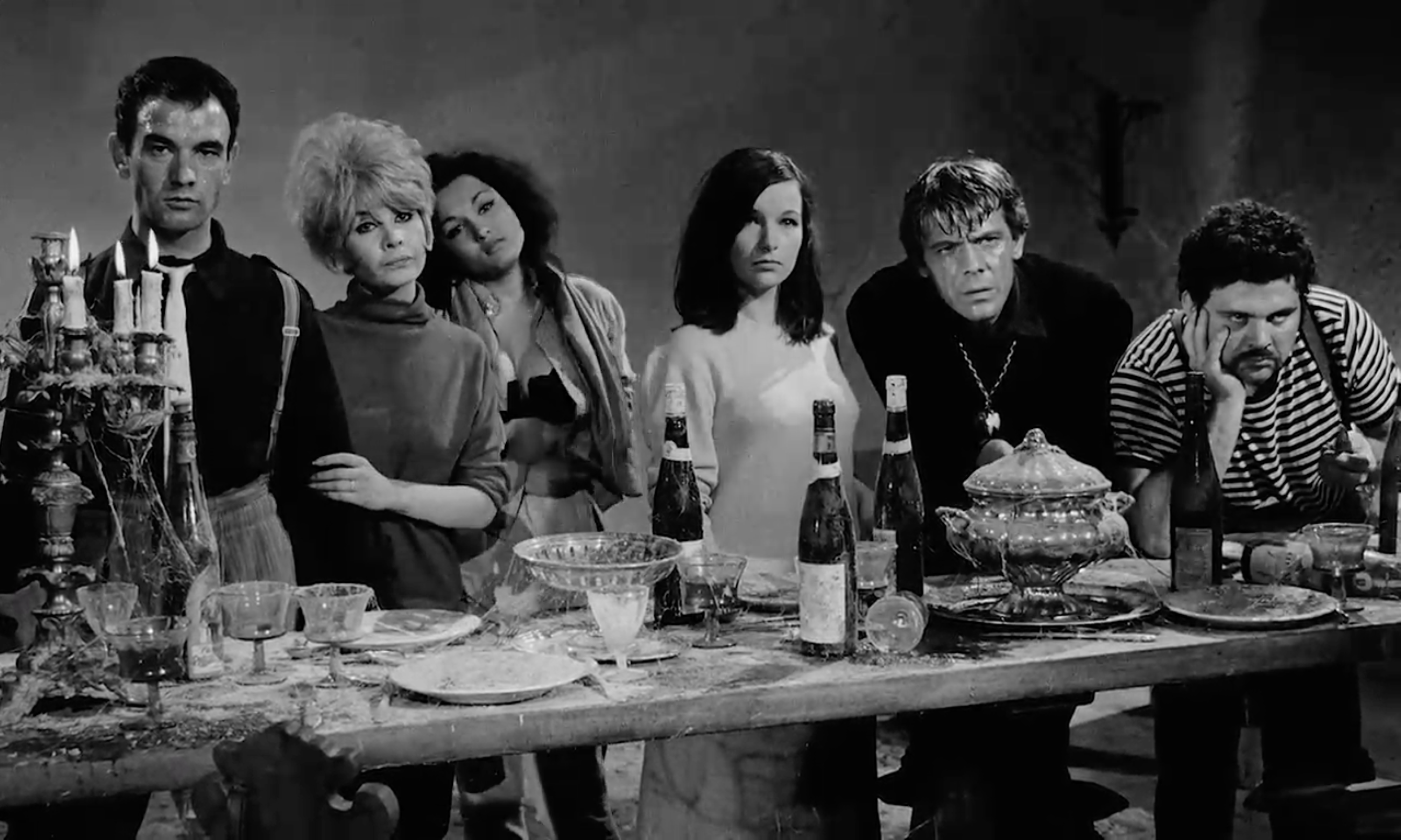
Les garçons dans une scène du film

Ce dernier a demandé aux garçons de l'aider à rechercher sa belle épouse, mais les visiteurs ont vite compris que le propriétaire du château et sa femme avaient tous deux conclu un pacte avec le malin en échange de la jeunesse éternelle. Après une série d'aventures audacieuses, la bande retrouve la femme, éternellement jeune mais à la merci des mystérieuses forces occultes auxquelles elle s'était vendue.
Le propriétaire du château, quant à lui, éternellement jeune aux côtés de sa bien-aimée, avait été condamné à rechercher sa bien-aimée pour toujours, sans fin. Le couple, tous deux dominés par des forces occultes, en était devenu l'esclave en raison de leur vanité et de leurs désirs terrestres.
Ce n'est qu'à ce moment-là, en voyant ces deux âmes perdues, que le moine s'est rendu compte de la nocivité de causer de la souffrance chez les autres et, à la suite de cette expérience, il a décidé de consacrer sa vie à la bonté et à l'altruisme. Écoutant l'histoire, émue et impressionnée, la chanteuse accepte de remettre les documents au moine, déjouant ainsi la tragédie que la pègre locale s'apprêtait à commettre.

## Fiche technique
Sauf indication contraire, les informations mentionnées dans cette section peuvent être confirmées par la base de données cinématographiques IMDb,  présente dans la section « Liens externes ».
- Titre original de la première version de 87 minutes : Katarsis
- Titre de la seconde version de 78 minutes : Sfida al diavolo[2]
- Réalisation : Nello Vegezzi (it)
- Scénario : Nello Vegezzi (it)
- Photographie : Angelo Baistrocchi, Mario Parapetti
- Montage : Piera Bruni
- Musique : Berto Pisano
- Décors : Giuseppe Ranieri
- Maquillage : Amedeo Alessi
- Production : Ulderico Sciarretta
- Sociétés de production : Belotti Produzione, Eco Film, Films Della Mangusta
- Pays de production :  Italie
- Langue originale : italien
- Format : Noir et blanc - 1,66:1 - Son mono - 35 mm
- Durée : 87 minutes (1 h 27)
- Genre : Épouvante
- Dates de sortie :
  - Italie : 9 septembre 1963

## Distribution
- Christopher Lee : Méphistophélès
- Giorgio Ardisson (sous le nom de « George Ardisson ») : Gugo
- Bella Cortez (it) : Fria
- Piero Vida (it) : Peo / Père Remigio
- Alma Del Rio : Alma del Rio, la chanteuse
- Ulderico Sciaretta : Le père gardien.
- Lilli Parker : Jenny
- Anita Cacciolati (sous le nom de « Anita Dreyver ») : Maga
- Mario Zakarti : Gianni
- Sonia Scotti : Sonia, la chanteuse
- Adriana Ambesi
- Eva Gioia
- Ettore Ribotta
- Pasquale Basile : Le tueur
- Sergio Gibello

## Production
Le film a été tourné au printemps 1963 dans le château Odescalchi de Bracciano, tandis que les extérieurs ont été filmés dans la ville de Montelibretti. Initialement intitulé Katarsis, il a été réalisé avec un faible budget de 46 millions de lires grâce à la petite société de production indépendante La casa della Mangusta d'Ulderico Sciarretta. Le titre provisoire était initialement Faust '63, puis Katarsis - L'orgia et enfin Katarsis.
La production a réussi à embaucher Christopher Lee, le filmant pendant une semaine. Dans son autobiographie, Dark and Gruesome, Lee affirme n'avoir jamais vu le film et déclare à tort que le film a été scindé en deux longs métrages : le film existe en réalité en deux versions, dont la seconde (La sfida del diavolo) comporte des modifications substantielles par rapport au Katarsis original (l'erreur subsiste également dans la deuxième édition de l'autobiographie révisée publiée sous le titre The Lord of Misrule).

## Exploitation
Le film est initialement sorti sous le nom de Katarsis dans une durée de 87 minutes réalisée par Vegezzi seul, et n'a été projeté qu'une seule fois au cinéma Strippoli de Canosa di Puglia, le 9 septembre 1963. Pour la première version du film, la Commissione di revisione cinematografica a donné un avis favorable à la projection du film en public avec une interdiction aux mineurs de moins de 18 ans, en raison de « la morbidité de l'intrigue et de l'ambiance cauchemardesque et angoissante » Passé par diverses sociétés de production et de distribution, qui ont toutes échoué, le film n'a finalement obtenu une sortie correcte qu'en 1965 dans une version modifiée de 78 minutes (intitulée Sfida al diavolo — litt. « Un défi au diable ») par le producteur Ulderico Sciaretta (désormais propriétaire de la nouvelle société Eco Films) avec l'aide de l'acteur Piero Vida et contre la volonté du réalisateur. Les changements comprenaient un nouveau montage, la modification complète de la bande sonore, l'élimination de certaines scènes considérées comme non commerciales et l'insertion de scènes érotiques et d'un cadre noir pour les séquences de flash-back de Katarsis agrémenté d'un commentaire moraliste de l'un des protagonistes afin d'éviter d'autres restrictions de la censure ; les prestations de la danseuse Alma Del Rio et de la chanteuse Sonia ont également été ajoutées, ainsi que le placement de produit du brandy Stock 84 fabriqué par le personnage du moine (joué par Sciarretta lui-même). La plupart du temps, le nom du réalisateur était mal orthographié, tant dans le générique du film que sur les affiches, avec un double G, (Giuseppe Veggezzi). Le résultat a eu un effet dévastateur sur le moral du réalisateur, qui est tombé dans un état de dépression pendant de nombreuses années et a décidé de quitter le monde du cinéma. D'après Roberto Curti dans un ouvrage qu'il a publié en 2018, la version originale du film intitulée Katarsis est considérée comme perdue.